# Comuna de Nowosolna
Nowosolna (polaco: Gmina Nowosolna) é uma gminy (comuna) na Polónia, na voivodia de Lodz e no condado de Łódzki wschodni. A sede do condado é a cidade de Nowosolna.
De acordo com os censos de 2004, a comuna tem 3579 habitantes, com uma densidade 66,3 hab/km².

## Área
Estende-se por uma área de 53,98 km², incluindo:
- área agricola: 70%
- área florestal: 23%

## Demografia
Dados de 30 de Junho 2004:
|                      | Total   | Total | Mulheres | Mulheres | Homens  | Homens |
| -------------------- | ------- | ----- | -------- | -------- | ------- | ------ |
|                      | pessoas | %     | pessoas  | %        | pessoas | %      |
| População            | 3579    | 100   | 1842     | 51,5     | 1737    | 48,5   |
| Densidade (pop./km²) | 66,3    | 100   | 34,1     | 34,1     | 32,2    | 32,2   |

De acordo com dados de 2002, o rendimento médio per capita ascendia a 1895,77 zł.

## Subdivisões
- Boginia, Borchówka, Byszewy, Grabina, Kalonka, Kopanka, Ksawerów, Lipiny, Moskwa, Natolin, Nowe Skoszewy, Plichtów, Stare Skoszewy, Teolin, Wiączyń Dolny.

## Comunas vizinhas
- Andrespol, Brzeziny, Łódź, Stryków